# Анамнеза (литургија)
Анамнеза (грчки - αναμνισις, сећање, успомена, спомен) је главни део канона Евхаристије у којем се подсећа на суштинске тренутке из историје спасења, почевши са Оваплоћењем, па све до Другог доласка ("Сећајући се дакле..."). Појам се употребљава у Јеванђељу по Луки 22,9 и у 1. Кор. 11,24-25, гдеје реч о установи Евхаристије ("Ово чините у мој спомен"). По 1. Кор. 11,26, Евхаристија се управо односи на објављивање смрти Господње, "све док не дође". Анамнеза има литургијску форму ("У спомен Господа и Бога и Спаса нашега Исуса Христа"), која се употребљава два пута, подобно двоструком предложењу (προθεσις): 1) у чину проскомидије, кад се врши припрема дарова да би се принели као жртва (принос) Богу, као сећање на Христову смрт (Ис. 53,7-8; Дела 8,32-33); 2) у чину Литургије, кад се врши освећење (претварање) дарова као "бескрвне жртве".
Цела Литургија има анамнетички карактер. Црква има свест да се у Литургији понавља у садашњости историјска и есхатолошка стварност Христове смрти кроз спомињање жртве на крсту и изговарање речи којима је установљена Тајна Евхаристије. Анамнеза постаје освећујућа само кроз призив Светога Духа, ради претварања евхаристијских дарова, хлеба и вина, у само Тело и саму Крв Господа и Бога и Спаса Христа. Иначе, подсећање и актуелизовање Христових речи могућно је само у Светоме Духу, Утешитељу, Духу Истине, Који "ће вас научити свему и подсјетиће вас на све што вам рекох" (Јн. 14,26 и 16,13). Анамнеза и епиклеза апсолутно су неопходне за стварно Христово присуство у Тајни Евхаристије.
Речи молитве: Сећајући се свега што се нас ради збило: Крста, гроба, тридневног Васкрсења, узласка на небеса седања са десне стране Оца и Другог и славног Доласка.